# Aude Déruelle
Aude Déruelle, née le 9 juillet 1972 à Santiago au Chili, est une professeure de littérature française du XIXe siècle à l'université d'Orléans.

## Biographie
Aude Déruelle est ancienne élève de l'ENS-Ulm (promotion 1993) et agrégée de lettres modernes. Elle soutient sa thèse en 2000. Elle a été maîtresse de conférences à l'université d'Orléans. En 2014, elle est promue professeure dans cette même université, après avoir soutenu une habilitation à diriger les recherches en décembre 2013. En 2019, elle est élue dans la section 09 du CNU sur une liste Sgen-CFDT.

## Publications

### Ouvrages collectifs
- Problèmes du roman historique, actes du colloque « Pour une approche narratologique du roman historique », textes édités par A. Déruelle et A. Tassel, L’Harmattan, 2008, 420 p.
- La vie parisienne, actes du congrès « La vie parisienne », édités par A. Déruelle et J.-L. Diaz sur le site de la Société des études romantiques et dix-neuviémistes, automne 2008.
- Récits et genres historiques, Cahiers de narragologie (n°15), actes d’un séminaire de recherche tenu en 2006-2007 à l’université de Nice, publiés par J.-P. Aubert et A. Déruelle sur le site du CIRCPLES, automne 2008.
- avec Jean-Marie Roulin (dir.),Les romans de la Révolution (1790-1912), Armand Colin, 2014.
- avec Yann Potin (dir.), Augustin Thierry. L'histoire pour mémoire, Rennes, PUR, 2018.

### Ouvrages
- Illusions perdues, éditions Atlande, 2003, 320 p.
- Balzac et la digression : une nouvelle prose romanesque, Saint-Cyr-sur-Loire, Christian Pirot, 2004, 242 p.
- Le Colonel Chabert, Gallimard, coll. « Foliothèque », 2007, 242 p.
- (éd.), Augustin Thierry, Lettres sur l'histoire de France, Garnier, 2012.